# Shangyang, Guangdong
Shangyang (kinesiska: 上洋) är en köping i sydöstra Kina. Den ligger i Yangxi härad i staden Yangjiang i provinsen Guangdong, omkring 240 kilometer sydväst om provinshuvudstaden Guangzhou. Antalet invånare är 62 287. Befolkningen består av 28 597 kvinnor och 33 690 män. Barn under 15 år utgör 20,0 %, vuxna 15-64 år 70 %, och äldre över 65 år 9,0 %.